# Віа Лаурентіна

Римські дороги в Італії

41°48′08″ пн. ш. 12°28′40″ сх. д. / 41.802176° пн. ш. 12.477671° сх. д.
Віа Лаурентіна (лат. Via Laurentina) — римська дорога, що виходила з Ардеатинських воріт в мурі Авреліана та йшла на південь до Лаурентума (лат. Laurentum) на узбережжі Тірренського моря на південний схід від Остії та Лавініума.
На цій дорозі знаходиться цистерціанський монастир Tre Fontane, де в 67 році був страчений апостол Павло .